# کاج متوشلخ
کاج متوشلخ کهن‌سال‌ترین درخت تأییدشده در دنیا است. و به علت عمر طولانی متوشلخ - از پیامبران بنی‌اسرائیل - این نام بدان نهاده شده‌است. آزمایش‌های علمی تأیید کرده‌اند که این درخت ۴٬۸۵۰ سال عمر دارد. این درخت از نوع کاج زبرمیوهٔ غربی می‌باشد که در ناحیهٔ کوه‌های سفید شهرستان اینیو، کالیفرنیا قرار دارد.
کاج متوشلخ، ۴٬۷۹۰ ساله بود که توسط ادموند شولمن و تام هارلان برای گمانه‌زنی در رابطه با میزان عمر، نمونه‌برداری شد که احتمالاً حوالی سال ۱۹۵۷ بوده‌است. چنین تخمین زده می‌شود که این درخت، در ۲٬۸۳۳ سال پیش از میلاد جوانه زده‌است هر چند، چنین تاریخ و قدمتی با کمک درخت‌گاه‌شماری یا بررسی الگوهای بارشی برآورد می‌گردد که احتمالاً مربوط به ۱٬۹۸۳ پیش از میلاد است.
یک مورد و نمونهٔ عجیب دیگر از این گونه کاج‌ها با نام علمی و انتسابی WPN-114 ملقب به پرومتئوس، هنگام قطع‌شدن در سال ۱۹۶۴، ثابت شد که بیش از ۴٬۸۴۴ سال سن داشته و بنابراین، جوانه‌زنی آن در حدود ۲٬۸۸۰ سال پیش از میلاد تخمین زده می‌شد. درخت‌گاه‌شماری بر روی این درخت‌ها و سایر گونه‌های مشابه حتی تا پیش از حوالی ۹٬۰۰۰ سال پیش از میلاد را نیز ثبت می‌کند. البته، در این میان یک شکاف تولرنس تقریباً ۵۰۰ ساله وجود دارد که طبیعی است.